# Stamboom Juliana van Nassau-Siegen (1587-1643)
Dit is de stamboom van gravin Juliana van Nassau-Siegen (1587–1643).
| Stamboom Juliana van Nassau-Siegen (1587–1643) | Stamboom Juliana van Nassau-Siegen (1587–1643)                                                            | Stamboom Juliana van Nassau-Siegen (1587–1643) | Stamboom Juliana van Nassau-Siegen (1587–1643) | Stamboom Juliana van Nassau-Siegen (1587–1643)                                                            | Stamboom Juliana van Nassau-Siegen (1587–1643)                                                            | Stamboom Juliana van Nassau-Siegen (1587–1643) | Stamboom Juliana van Nassau-Siegen (1587–1643)                                                            | Stamboom Juliana van Nassau-Siegen (1587–1643) | Stamboom Juliana van Nassau-Siegen (1587–1643) | Stamboom Juliana van Nassau-Siegen (1587–1643)                                                            | Stamboom Juliana van Nassau-Siegen (1587–1643) | Stamboom Juliana van Nassau-Siegen (1587–1643)                                                            | Stamboom Juliana van Nassau-Siegen (1587–1643)                                                             | Stamboom Juliana van Nassau-Siegen (1587–1643)                                                             | Stamboom Juliana van Nassau-Siegen (1587–1643)                                                             | Stamboom Juliana van Nassau-Siegen (1587–1643)                                                             |
| ---------------------------------------------- | --- | --- | --- | --- | --- | --- | --- | --- | --- | --- | --- | --- | --- | --- | --- | --- |
| Betovergrootouders                             | Johan V van Nassau-Siegen (1455–1516) ⚭ 1482 Elisabeth van Hessen-Marburg (1466–1523)                     | Johan V van Nassau-Siegen (1455–1516) ⚭ 1482 Elisabeth van Hessen-Marburg (1466–1523) | Botho III van Stolberg-Wernigerode (1467–1538) ⚭ 1500 Anna van Eppstein-Königstein (1481–1538)                                                        | Botho III van Stolberg-Wernigerode (1467–1538) ⚭ 1500 Anna van Eppstein-Königstein (1481–1538)            | Johan IV van Leuchtenberg (1470–1531) ⚭ 1502 Margaretha van Schwarzburg-Blankenburg (1482–1518)           | Johan IV van Leuchtenberg (1470–1531) ⚭ 1502 Margaretha van Schwarzburg-Blankenburg (1482–1518) | Frederik V ‘de Oudere’ van Brandenburg-Ansbach (1460–1536) ⚭ 1479 Sofia van Polen (1464–1512)             | Frederik V ‘de Oudere’ van Brandenburg-Ansbach (1460–1536) ⚭ 1479 Sofia van Polen (1464–1512) | Filips I van Waldeck-Waldeck (1445–1475) ⚭ 1464 Johanna van Nassau-Siegen (1444–1468) | Filips I van Waldeck-Waldeck (1445–1475) ⚭ 1464 Johanna van Nassau-Siegen (1444–1468)                     | Willem van Runkel (?–1489) ⚭ 1454 Irmgard van Rollingen (?–1514) | Willem van Runkel (?–1489) ⚭ 1454 Irmgard van Rollingen (?–1514)                                          | Gerlach II van Isenburg-Grenzau (?–1500) ⚭ 1455 Hildegard van Sierck (?–1490)                              | Gerlach II van Isenburg-Grenzau (?–1500) ⚭ 1455 Hildegard van Sierck (?–1490)                              | Hendrik van Hunolstein-Neumagen (?–1486) ⚭ 1466 Elisabeth van Boulay (?–1507)                              | Hendrik van Hunolstein-Neumagen (?–1486) ⚭ 1466 Elisabeth van Boulay (?–1507)                              |
| Overgrootouders                                | Willem I ‘de Rijke’ van Nassau-Siegen (1487–1559) ⚭ 1531 Juliana van Stolberg-Wernigerode (1506–1580)     | Willem I ‘de Rijke’ van Nassau-Siegen (1487–1559) ⚭ 1531 Juliana van Stolberg-Wernigerode (1506–1580) | Willem I ‘de Rijke’ van Nassau-Siegen (1487–1559) ⚭ 1531 Juliana van Stolberg-Wernigerode (1506–1580)                                                 | Willem I ‘de Rijke’ van Nassau-Siegen (1487–1559) ⚭ 1531 Juliana van Stolberg-Wernigerode (1506–1580)     | George III van Leuchtenberg (1502–1555) ⚭ 1528 Barbara van Brandenburg-Ansbach (1495–1552)                | George III van Leuchtenberg (1502–1555) ⚭ 1528 Barbara van Brandenburg-Ansbach (1495–1552) | George III van Leuchtenberg (1502–1555) ⚭ 1528 Barbara van Brandenburg-Ansbach (1495–1552)                | George III van Leuchtenberg (1502–1555) ⚭ 1528 Barbara van Brandenburg-Ansbach (1495–1552) | Hendrik VIII van Waldeck-Wildungen (1465–1513) ⚭ vóór 1492 Anastasia van Runkel (?–1502/03) | Hendrik VIII van Waldeck-Wildungen (1465–1513) ⚭ vóór 1492 Anastasia van Runkel (?–1502/03)               | Hendrik VIII van Waldeck-Wildungen (1465–1513) ⚭ vóór 1492 Anastasia van Runkel (?–1502/03)                                                                          | Hendrik VIII van Waldeck-Wildungen (1465–1513) ⚭ vóór 1492 Anastasia van Runkel (?–1502/03)               | Salentijn VII van Isenburg-Grenzau (vóór 1470–1534) ⚭ Elisabeth van Hunolstein-Neumagen (ca. 1475–1536/38) | Salentijn VII van Isenburg-Grenzau (vóór 1470–1534) ⚭ Elisabeth van Hunolstein-Neumagen (ca. 1475–1536/38) | Salentijn VII van Isenburg-Grenzau (vóór 1470–1534) ⚭ Elisabeth van Hunolstein-Neumagen (ca. 1475–1536/38) | Salentijn VII van Isenburg-Grenzau (vóór 1470–1534) ⚭ Elisabeth van Hunolstein-Neumagen (ca. 1475–1536/38) |
| Grootouders                                    | Johan VI ‘de Oude’ van Nassau-Siegen (1536–1606) ⚭ 1559 Elisabeth van Leuchtenberg (1537–1579)            | Johan VI ‘de Oude’ van Nassau-Siegen (1536–1606) ⚭ 1559 Elisabeth van Leuchtenberg (1537–1579) | Johan VI ‘de Oude’ van Nassau-Siegen (1536–1606) ⚭ 1559 Elisabeth van Leuchtenberg (1537–1579)                                                        | Johan VI ‘de Oude’ van Nassau-Siegen (1536–1606) ⚭ 1559 Elisabeth van Leuchtenberg (1537–1579)            | Johan VI ‘de Oude’ van Nassau-Siegen (1536–1606) ⚭ 1559 Elisabeth van Leuchtenberg (1537–1579)            | Johan VI ‘de Oude’ van Nassau-Siegen (1536–1606) ⚭ 1559 Elisabeth van Leuchtenberg (1537–1579) | Johan VI ‘de Oude’ van Nassau-Siegen (1536–1606) ⚭ 1559 Elisabeth van Leuchtenberg (1537–1579)            | Johan VI ‘de Oude’ van Nassau-Siegen (1536–1606) ⚭ 1559 Elisabeth van Leuchtenberg (1537–1579) | Filips IV van Waldeck-Wildungen (1493–1574) ⚭ 1554 Jutta van Isenburg-Grenzau (?–1564) | Filips IV van Waldeck-Wildungen (1493–1574) ⚭ 1554 Jutta van Isenburg-Grenzau (?–1564)                    | Filips IV van Waldeck-Wildungen (1493–1574) ⚭ 1554 Jutta van Isenburg-Grenzau (?–1564)                                                                               | Filips IV van Waldeck-Wildungen (1493–1574) ⚭ 1554 Jutta van Isenburg-Grenzau (?–1564)                    | Filips IV van Waldeck-Wildungen (1493–1574) ⚭ 1554 Jutta van Isenburg-Grenzau (?–1564)                     | Filips IV van Waldeck-Wildungen (1493–1574) ⚭ 1554 Jutta van Isenburg-Grenzau (?–1564)                     | Filips IV van Waldeck-Wildungen (1493–1574) ⚭ 1554 Jutta van Isenburg-Grenzau (?–1564)                     | Filips IV van Waldeck-Wildungen (1493–1574) ⚭ 1554 Jutta van Isenburg-Grenzau (?–1564)                     |
| Ouders                                         | Johan VII ‘de Middelste’ van Nassau-Siegen (1561–1623) ⚭ 1581 Magdalena van Waldeck-Wildungen (1558–1599) | Johan VII ‘de Middelste’ van Nassau-Siegen (1561–1623) ⚭ 1581 Magdalena van Waldeck-Wildungen (1558–1599) | Johan VII ‘de Middelste’ van Nassau-Siegen (1561–1623) ⚭ 1581 Magdalena van Waldeck-Wildungen (1558–1599)                                             | Johan VII ‘de Middelste’ van Nassau-Siegen (1561–1623) ⚭ 1581 Magdalena van Waldeck-Wildungen (1558–1599) | Johan VII ‘de Middelste’ van Nassau-Siegen (1561–1623) ⚭ 1581 Magdalena van Waldeck-Wildungen (1558–1599) | Johan VII ‘de Middelste’ van Nassau-Siegen (1561–1623) ⚭ 1581 Magdalena van Waldeck-Wildungen (1558–1599) | Johan VII ‘de Middelste’ van Nassau-Siegen (1561–1623) ⚭ 1581 Magdalena van Waldeck-Wildungen (1558–1599) | Johan VII ‘de Middelste’ van Nassau-Siegen (1561–1623) ⚭ 1581 Magdalena van Waldeck-Wildungen (1558–1599) | Johan VII ‘de Middelste’ van Nassau-Siegen (1561–1623) ⚭ 1581 Magdalena van Waldeck-Wildungen (1558–1599) | Johan VII ‘de Middelste’ van Nassau-Siegen (1561–1623) ⚭ 1581 Magdalena van Waldeck-Wildungen (1558–1599) | Johan VII ‘de Middelste’ van Nassau-Siegen (1561–1623) ⚭ 1581 Magdalena van Waldeck-Wildungen (1558–1599)                                                            | Johan VII ‘de Middelste’ van Nassau-Siegen (1561–1623) ⚭ 1581 Magdalena van Waldeck-Wildungen (1558–1599) | Johan VII ‘de Middelste’ van Nassau-Siegen (1561–1623) ⚭ 1581 Magdalena van Waldeck-Wildungen (1558–1599)  | Johan VII ‘de Middelste’ van Nassau-Siegen (1561–1623) ⚭ 1581 Magdalena van Waldeck-Wildungen (1558–1599)  | Johan VII ‘de Middelste’ van Nassau-Siegen (1561–1623) ⚭ 1581 Magdalena van Waldeck-Wildungen (1558–1599)  | Johan VII ‘de Middelste’ van Nassau-Siegen (1561–1623) ⚭ 1581 Magdalena van Waldeck-Wildungen (1558–1599)  |
| Juliana van Nassau-Siegen (1587–1643)          | | | | | | | | | | | | | | | | |
| Echtgenoot                                     | ⚭ 1603 Maurits ‘de Geleerde’ van Hessen-Kassel (1572–1632)                                                | ⚭ 1603 Maurits ‘de Geleerde’ van Hessen-Kassel (1572–1632) | ⚭ 1603 Maurits ‘de Geleerde’ van Hessen-Kassel (1572–1632)                                                                                            | ⚭ 1603 Maurits ‘de Geleerde’ van Hessen-Kassel (1572–1632)                                                | ⚭ 1603 Maurits ‘de Geleerde’ van Hessen-Kassel (1572–1632)                                                | ⚭ 1603 Maurits ‘de Geleerde’ van Hessen-Kassel (1572–1632) | ⚭ 1603 Maurits ‘de Geleerde’ van Hessen-Kassel (1572–1632)                                                | ⚭ 1603 Maurits ‘de Geleerde’ van Hessen-Kassel (1572–1632) | ⚭ 1603 Maurits ‘de Geleerde’ van Hessen-Kassel (1572–1632) | ⚭ 1603 Maurits ‘de Geleerde’ van Hessen-Kassel (1572–1632)                                                | ⚭ 1603 Maurits ‘de Geleerde’ van Hessen-Kassel (1572–1632) | ⚭ 1603 Maurits ‘de Geleerde’ van Hessen-Kassel (1572–1632)                                                | ⚭ 1603 Maurits ‘de Geleerde’ van Hessen-Kassel (1572–1632)                                                 | ⚭ 1603 Maurits ‘de Geleerde’ van Hessen-Kassel (1572–1632)                                                 | ⚭ 1603 Maurits ‘de Geleerde’ van Hessen-Kassel (1572–1632)                                                 | ⚭ 1603 Maurits ‘de Geleerde’ van Hessen-Kassel (1572–1632)                                                 |
| Kinderen                                       | Filips van Hessen-Kassel (1604–1626)                                                                      | Agnes van Hessen-Kassel (1606–1660) ⚭ 1623 Johan Casimir van Anhalt-Dessau (1596–1660) | Herman van Hessen-Rotenburg (1607–1658) ⚭ 1633 Sofia Juliana van Waldeck-Wildungen (1607–1637) ⚭ 1642 Cunegonda Juliana van Anhalt-Dessau (1608–1683) | Juliana van Hessen-Kassel (1608–1628)                                                                     | Sabina van Hessen-Kassel (1610–1620)                                                                      | Magdalena van Hessen-Kassel (1611–1671) ⚭ 1646 Erik Adolf van Salm-Reifferscheid (1619–1678) | Maurits van Hessen-Kassel (1614–1633)                                                                     | Sofia van Hessen-Kassel (1615–1670) ⚭ 1644 Filips I van Schaumburg-Lippe (1601–1681) | Frederik van Hessen-Eschwege (1617–1655) ⚭ 1646 Eleonora Catharina van Palts-Zweibrücken-Kleeburg (1626–1692) | Christiaan van Hessen-Kassel (1622–1640)                                                                  | Ernst van Hessen-Rheinfels (1623–1693) ⚭ 1647 Maria Eleonora van Solms-Hohensolms (1632–1689) ⚭ 1690 Alexandrina Ernestina Maria Juliana von Dürnizl (ca. 1673–1754) | Christina van Hessen-Kassel (1625–1626)                                                                   | Filips van Hessen-Kassel (1626–1629)                                                                       | Filips van Hessen-Kassel (1626–1629)                                                                       | Elisabeth van Hessen-Kassel (1628–1633)                                                                    | |
| Kleinkinderen                                  | – | 1. Maurits van Anhalt-Dessau (1624–1624) 2. Dorothea van Anhalt-Dessau (1625–1626) 3. Juliana van Anhalt-Dessau (1626–1652) 4. Johan George II van Anhalt-Dessau (1627–1693) 5. Louise van Anhalt-Dessau (1631–1680) 6. Agnes van Anhalt-Dessau (1644–1644) | 1. Doodgeboren zoon (1634) 2. Juliana van Hessen-Rotenburg (1636–1636)                                                                                | – | – | 1. Willem Hendrik van Salm-Reifferscheid (1646–1650) 2. Sophia Magdalena van Salm-Reifferscheid (1649–1675) 3. Anna Ernestine Felicitas van Salm-Reifferscheid (1650–1692) 4. Maria Catharina Maximiliana van Salm-Reifferscheid (1651–1687) | – | 1. Elisabeth van Lippe-Alverdissen (1646–1646) 2. Eleonora Sophia van Schaumburg-Lippe (1648–1671) 3. Johanna Dorothea van Schaumburg-Lippe (1649–1695) 4. Hedwig Louise van Schaumburg-Lippe (1650–1731) 5. Willem Bernhard van Schaumburg-Lippe (1651–1651) 6. Elisabeth Philippine van Schaumburg-Lippe (1652–1703) 7. Charlotte Juliana van Schaumburg-Lippe (1654–1684) 8. Frederik Christiaan van Schaumburg-Lippe (1655–1728) 9. Karel Herman van Schaumburg-Lippe (1656–1657) 10. Filips Ernst van Lippe-Alverdissen (1659–1723) | 1. Margaretha van Hessen-Eschwege (1647–1647) 2. Christina van Hessen-Eschwege (1648–1702) 3. Elisabeth van Hessen-Eschwege (1650–1651) 4. Juliana van Hessen-Eschwege (1652–1693) 5. Charlotte van Hessen-Eschwege (1653–1708) 6. Frederik van Hessen-Eschwege (1654–1655) | – | 1. Willem ‘de Oudere’ van Hessen-Rheinfels-Rotenburg (1648–1725) 2. Karel van Hessen-Wanfried (1649–1711)                                                            | – | – | – | – | |